# Dom Majolikowy

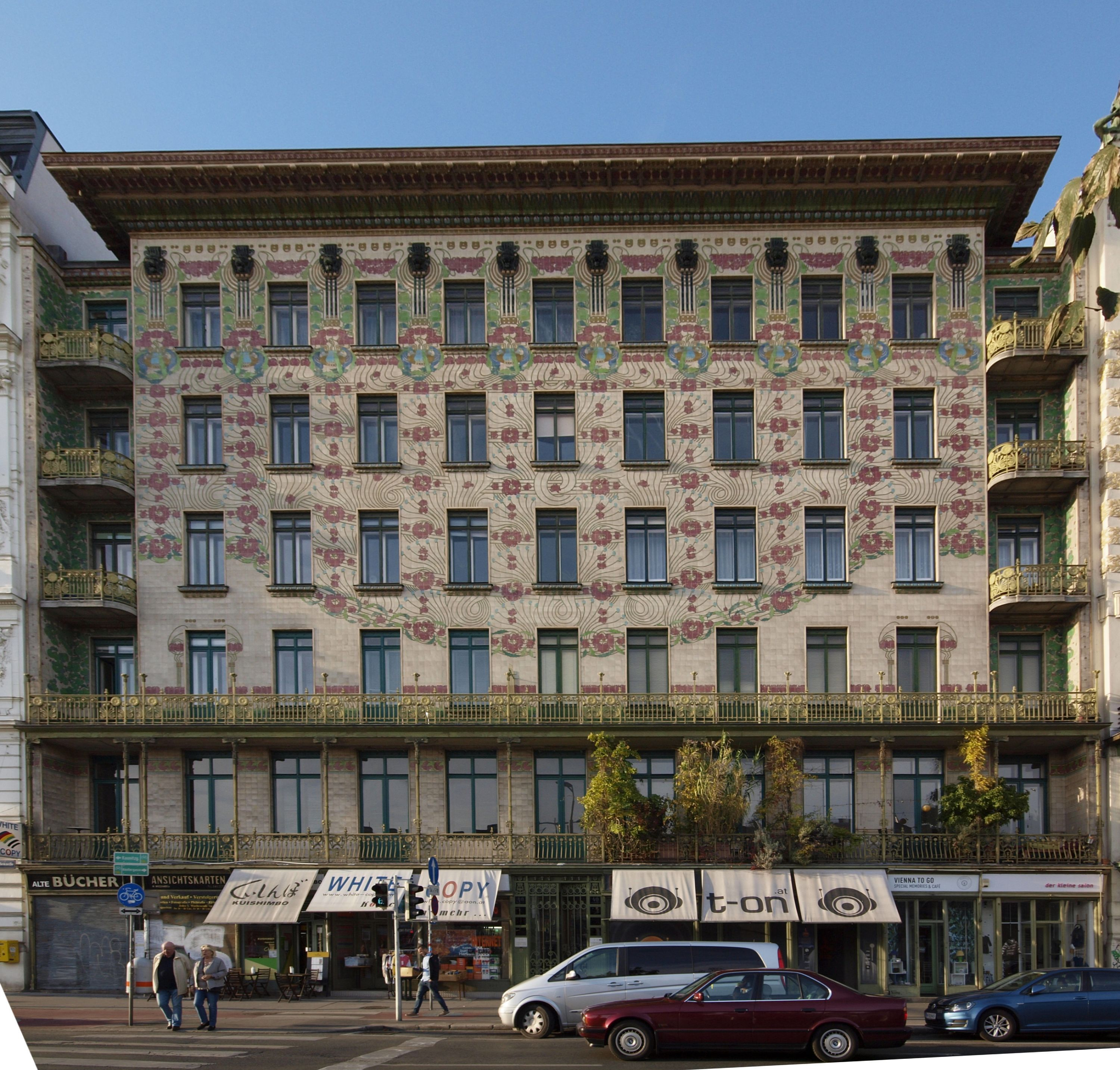
Dom Majolikowy - fasada od Wienzeile 40

Dom Majolikowy (Majolikahaus) w Wiedniu, położony przy Linken Wienzeile 38 i 40
Nazwa pochodzi od pokrywającej elewację majolikowej dekoracji. Wybudowany w l. 1898-1899 przez Ottona Wagnera przy współudziale jego uczniów, wraz z domem przy ul. Köstlergasse 3, również zbudowanym przez Wagnera tworzą zamknięty zespół. Jest to sześciopiętrowy dom mieszkalny obramowany dwoma ciągami balkonów o ażurowych balustradach. Parter i pierwsze piętro jest wysunięte do przodu, tworząc na wysokości 1 i 2 piętra tarasy nawiązujące swymi balustradami do balkonów. Również okap jest wysunięty. Najbardziej charakterystyczną cechą jest fasada od Linken Wienzeile, posiadająca bogaty, złocony secesyjny wystrój (m.in. płaskorzeźbione medaliony z kobiecymi głowami autorstwa Kolomana Mosera). Pylony z doczepionymi figurami są autorstwa Othmara Schimkowitza. Charakterystyczne ornamenty roślinne, znajdujące się na panelach odpornych na warunki atmosferyczne zaprojektowane przez Aloisa Ludwiga zostały wykonane przez Wienerberger Ziegelfabrik. Jest to zarazem jedyna znana realizacja propagowanych przez Wagnera polichromowanych fasad, którą wykonał na własny koszt. Bramę zespołu od Köstlergasse 1 zaprojektował Jože Plečnik. Secesyjne wnętrza mieszczących w budynku mieszkań, a także klatki schodowej oraz windy zaprojektował Otto Wagner. W latach 1977–1980 przeprowadzono generalny remont budynku. 

## Literatura
- Andreas Lehne: Jugendstil in Wien. Architekturführer. Wien 1990, S. 82
- Ottokar Uhl: Moderne Architektur in Wien von Otto Wagner bis heute. Wien 1966, S. 21

## Galeria

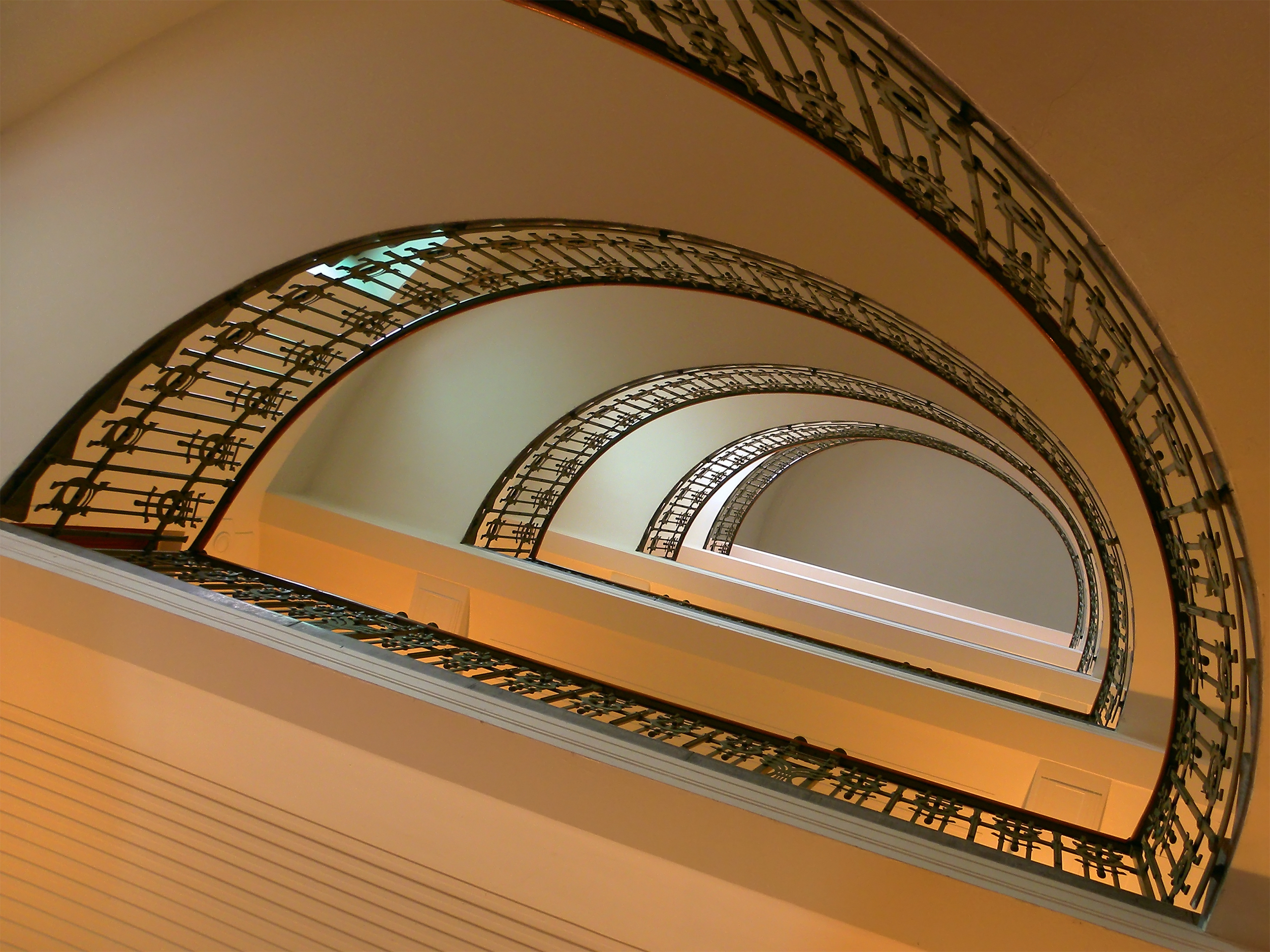
klatka schodowa ner 2
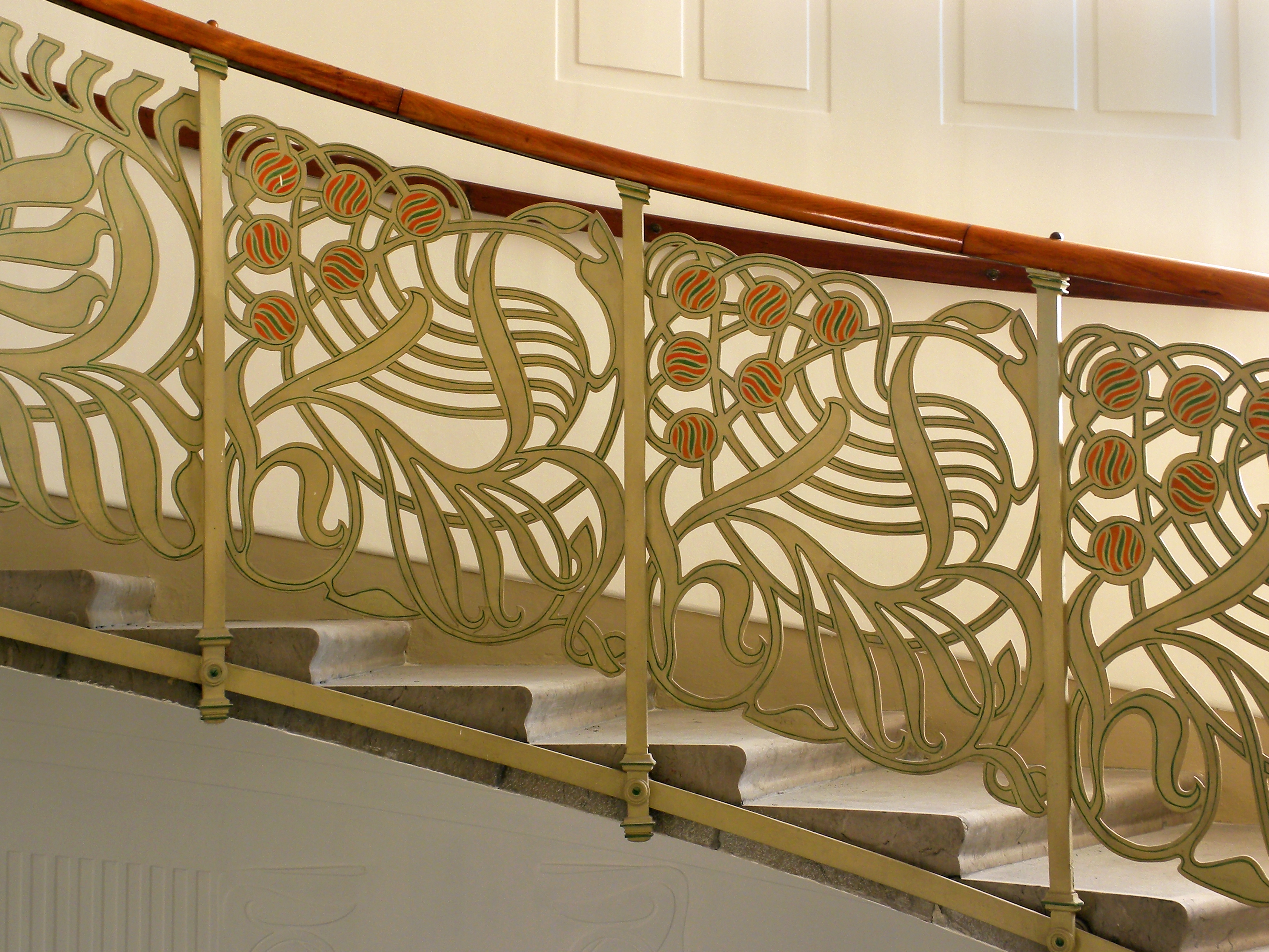
balustrada klatki schodowej
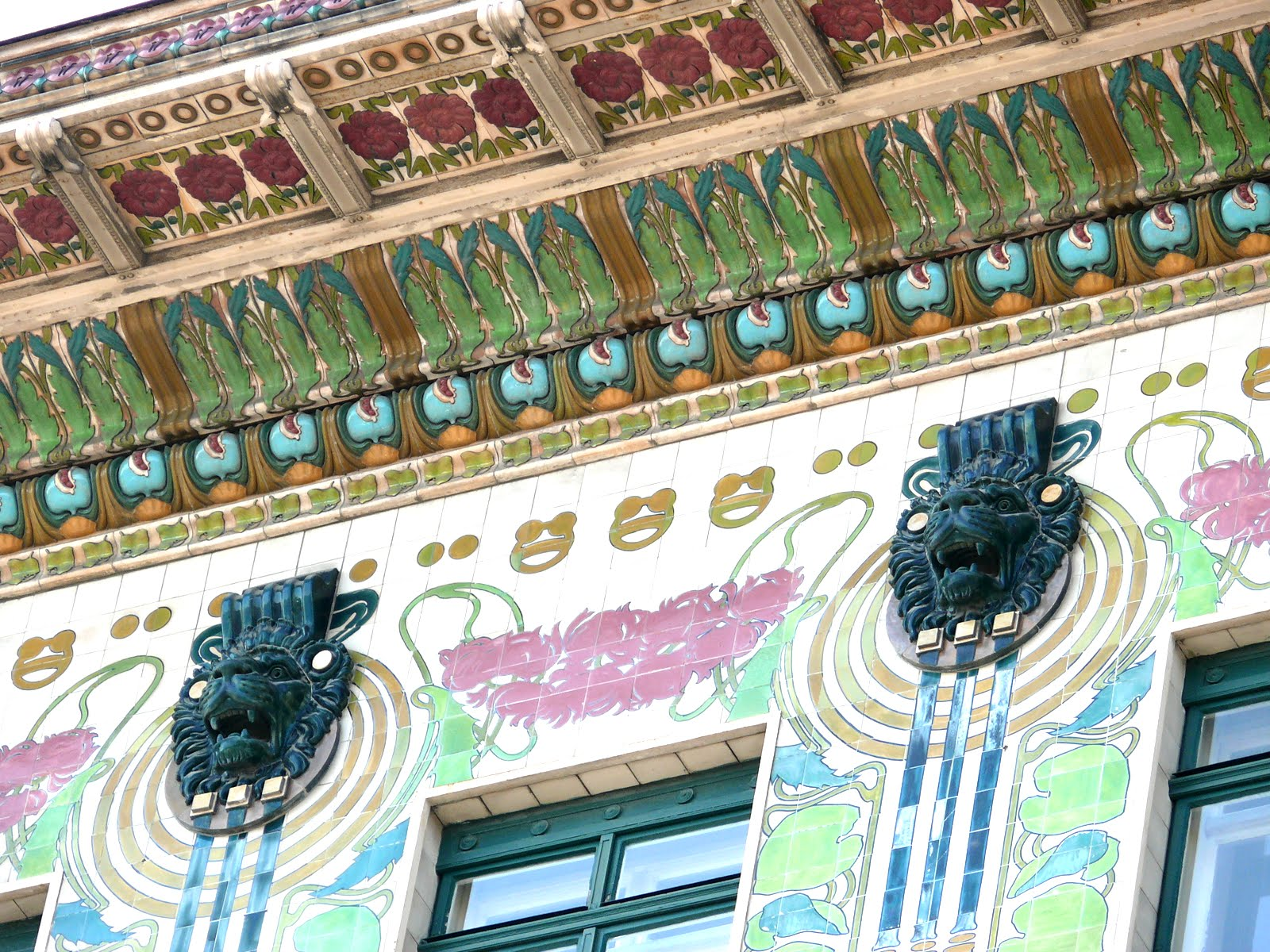
Fragment fasady pod okapem
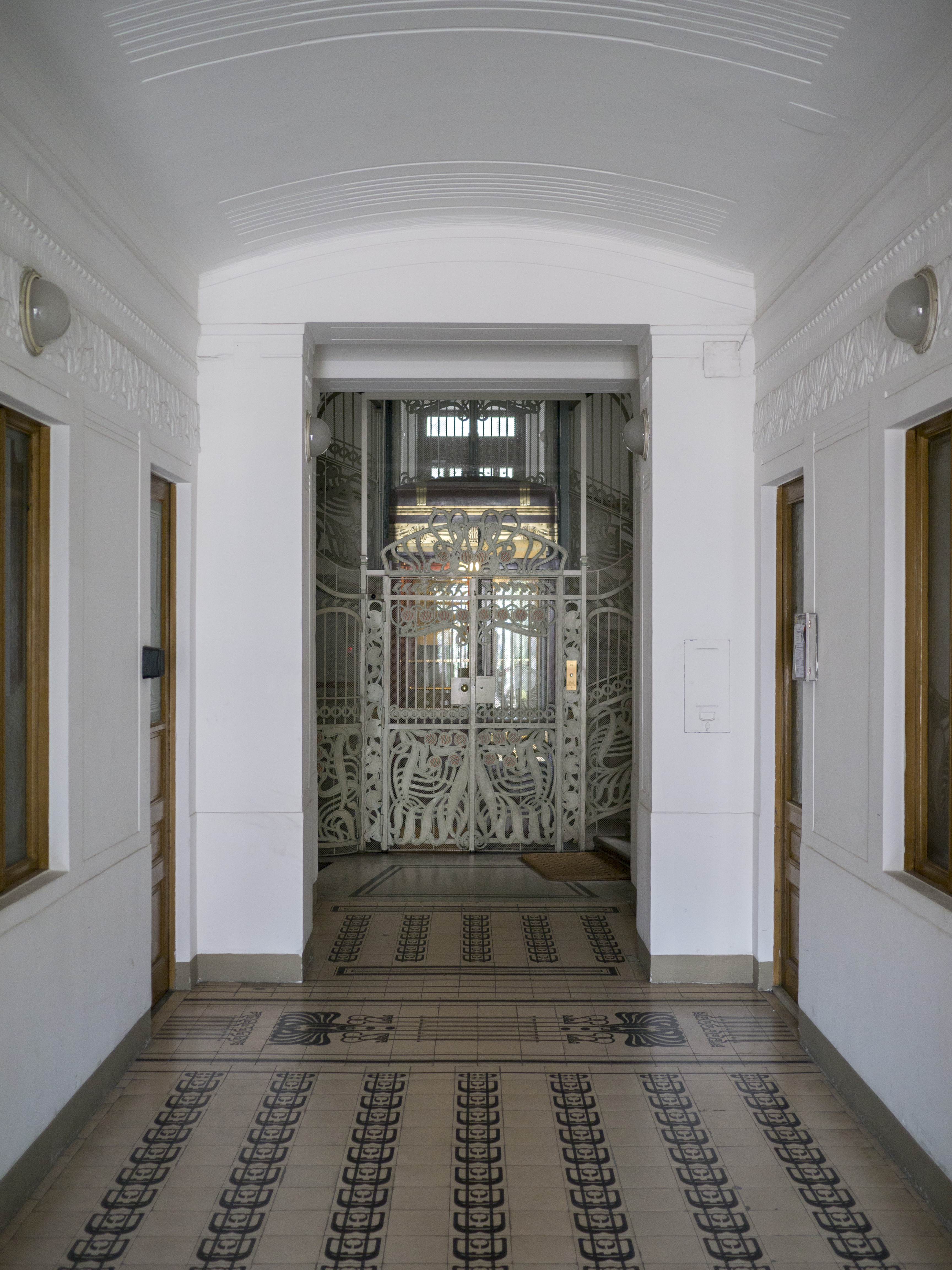
wnętrze przed windą
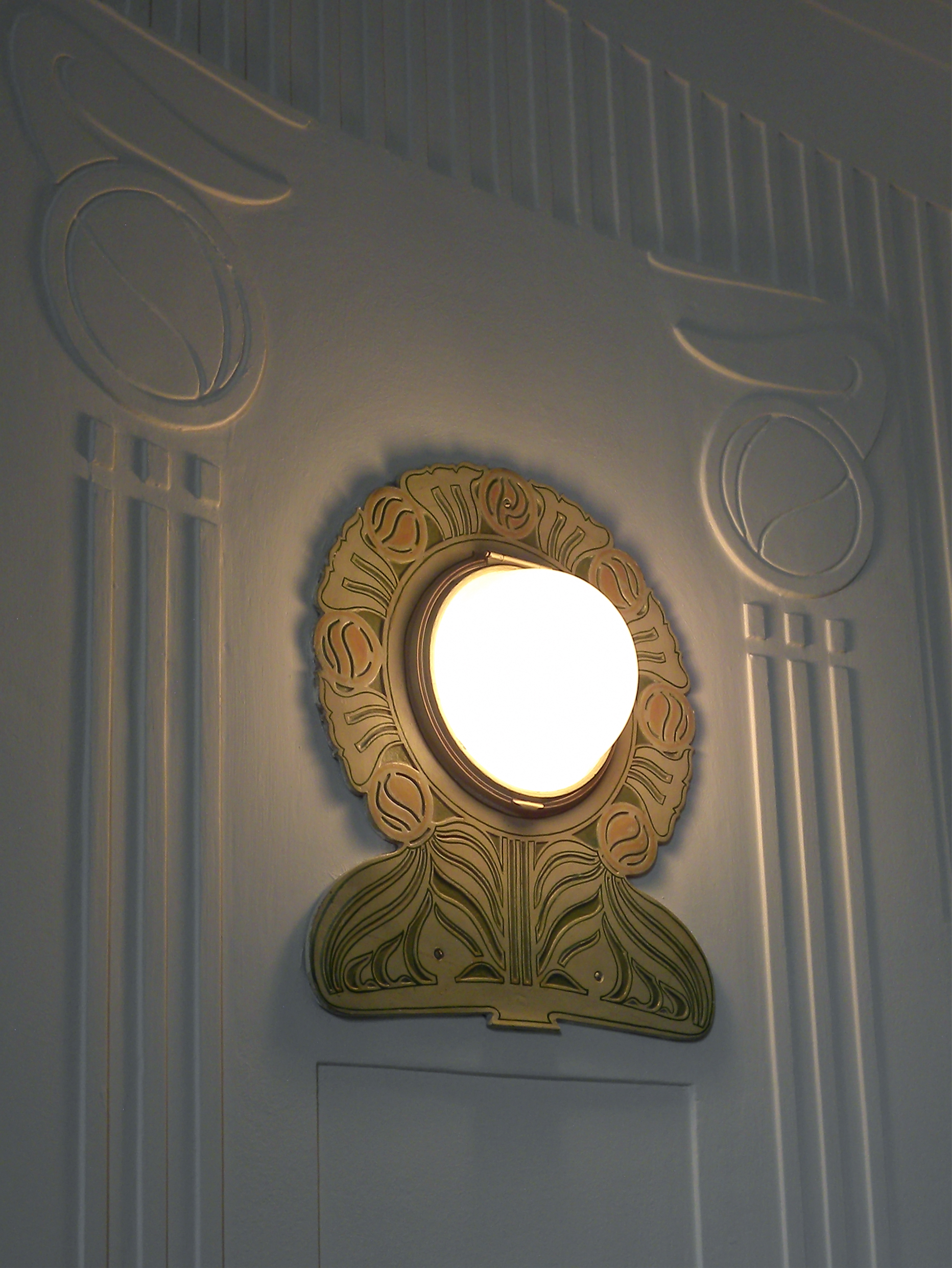
Lampa oświetlająca klatkę schodową
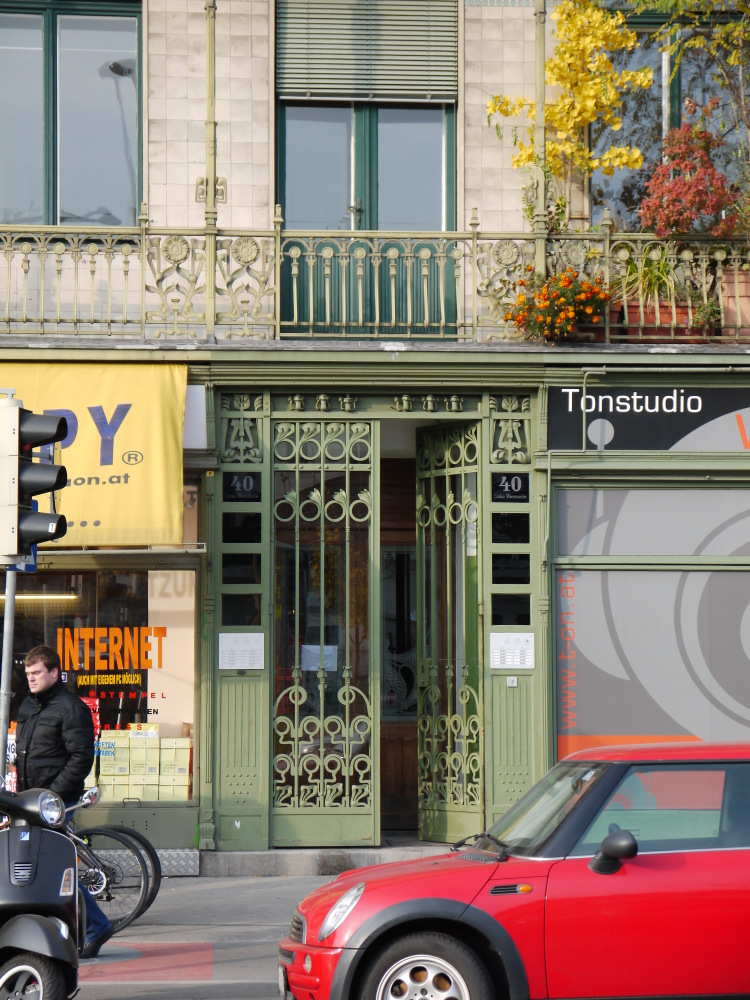
Wejście od Wienzelle

## Linki
Wirtualne Muzeum Secesji - Wiedeń, Majolikahaus